# Hyper Text Coffee Pot Control Protocol

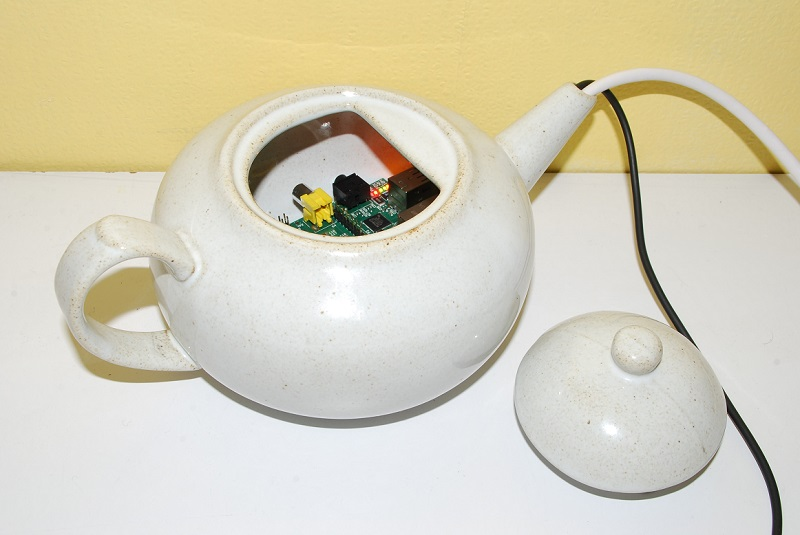
Implementacja HTCPCP przy użyciu Raspberry Pi

Hyper Text Coffee Pot Control Protocol, HTCPCP – żartobliwe rozszerzenie protokołu HTTP, służące kontrolowaniu, monitorowaniu i diagnozowaniu działania ekspresów do kawy. Protokół został opisany i włączony do zbioru dokumentów Request For Comment jako RFC 2324 ↓ 1 kwietnia 1998, jest więc żartem przygotowanym na Prima aprilis, podobnie jak inne dokumenty RFC wydawane 1 kwietnia. Nazwę protokołu można przetłumaczyć z języka angielskiego na polski jako Hipertekstowy protokół kontroli ekspresu do kawy.
Zapytania protokołu HTCPCP są w postaci URI o schemacie coffee: (lub odpowiednikiem słowa coffee w jednym z 29 wymienionych języków, słowo kawa nie jest jednak obsługiwane). 
Jako rozszerzenie HTTP, protokół HTCPCP definiuje dodatkowe metody:
- BREW lub POST: Powoduje zaparzenie kawy przez serwer HTCPCP.
- GET: Pobiera kawę z serwera HTCPCP.
- PROPFIND: Pobiera metadane z serwera.
- WHEN: (ang. kiedy) Wypowiedzenie "kiedy" sprawia, że serwer HTCPCP przestaje dodawać mleko do kawy (w stosownych przypadkach).

Opis całego protokołu można uzyskać na stronach Internet Engineering Task Force.